# Fédération française de squash
La Fédération française de squash (FFSquash) est une association loi de 1901 chargée d'organiser, de coordonner et de promouvoir le squash en France. Elle est reconnue par le ministère de la Jeunesse et des Sports. La Fédération est représentée au Comité National Olympique et Sportif Français (C.N.O.S.F) et affiliée à Fédération internationale de squash (W.S.F) ainsi qu’à l’European Squash Federation (E.S.F).

## Histoire

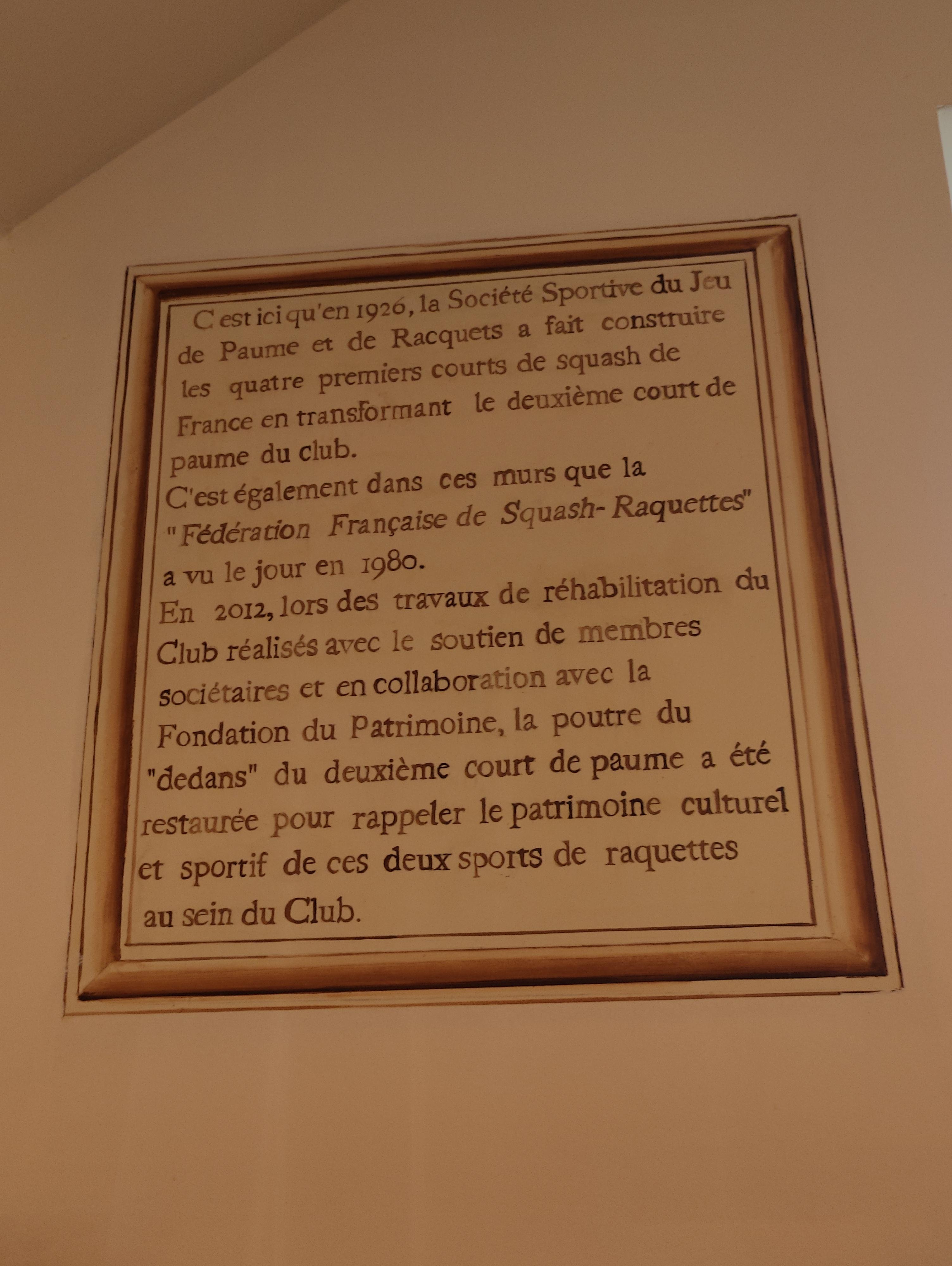
Plaque commémorative au Jeu de paume de Paris.

La Fédération française de squash a été créée au Jeu de paume de Paris de la rue Lauriston, à Paris.

## Rôles
La Fédération française de squash a pour objet :
- d’organiser, de diriger, de contrôler, de développer et de promouvoir le squash ;
- de permettre à tous l’accès à la pratique du squash ;
- de fédérer toutes les associations, groupements sportifs et/ou Clubs associés pratiquant le squash, de rechercher et de faciliter la création de telles associations, groupements et/ou Clubs associés, d’encourager et de soutenir leurs efforts ;
- de représenter officiellement les membres fédérés tant en France, auprès des pouvoirs publics, qu’à l’étranger ;
- de se consacrer de façon générale à tout ce qui concerne le squash, directement ou indirectement, et de se prononcer en dernier ressort sur toute question ayant trait à ce sport.

## Ligues
La fédération française de squash est répartie en 17 ligues en France métropolitaine et dans les DOM-TOM.
| - Ligue Grand Est - Ligue Nouvelle Aquitaine - Ligue Auvergne-Rhône Alpes - Ligue Bourgogne-Franche Comté - Ligue Bretagne - Ligue Centre-Val de Loire - Ligue Corse - Ligue Île de France Champagne Ardennes | - Ligue des Hauts de France - Ligue Normandie - Ligue Occitanie - Ligue Pays de Loire - Ligue Provence Alpes Côtes d'Azur - Ligue Nouvelle-Calédonie - Ligue La Réunion - Ligue Guadeloupe - Ligue Guyane |

## Articles connexes

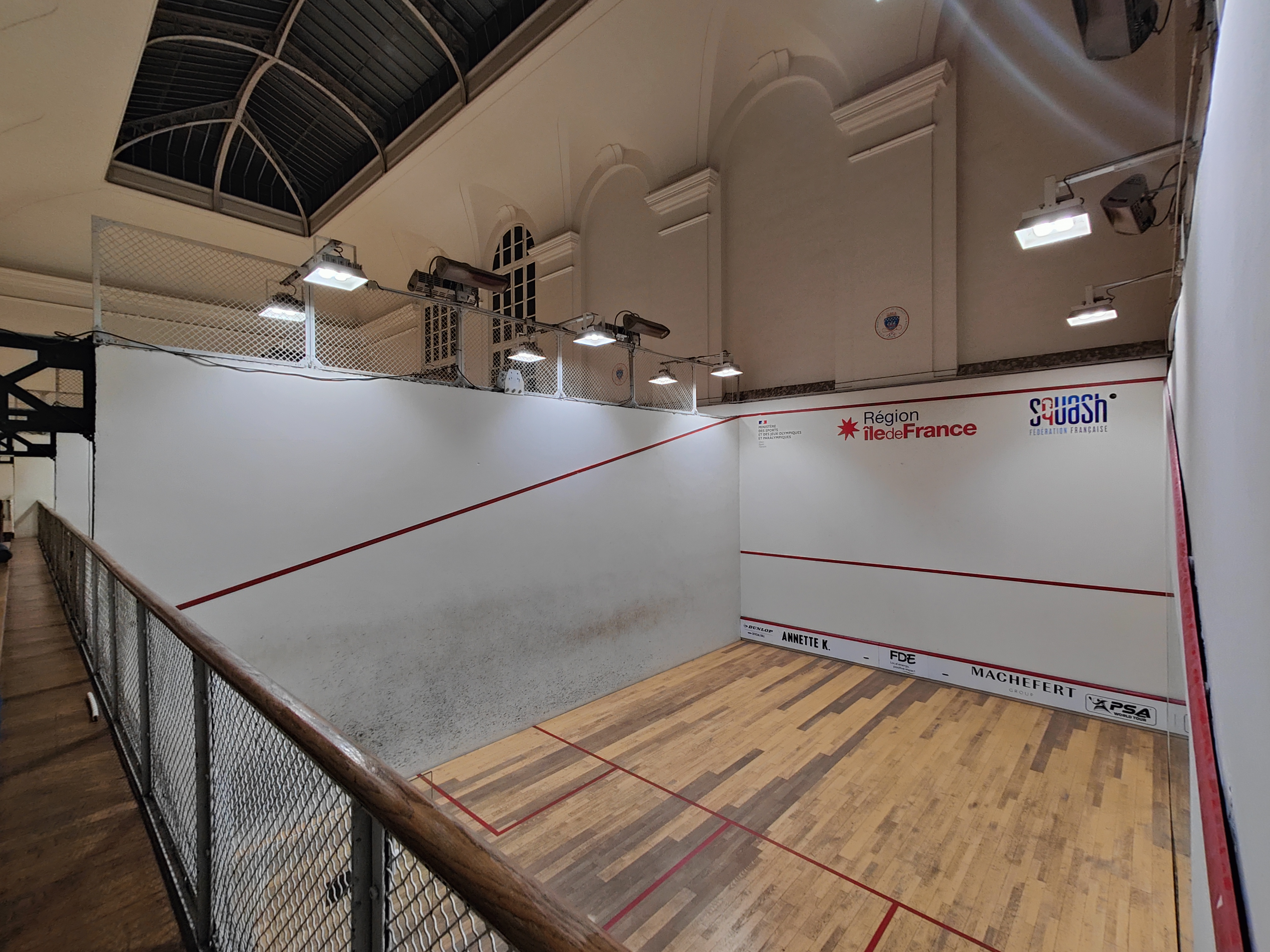
Court de squash au Jeu de paume de Paris.